# Alexandra Surer

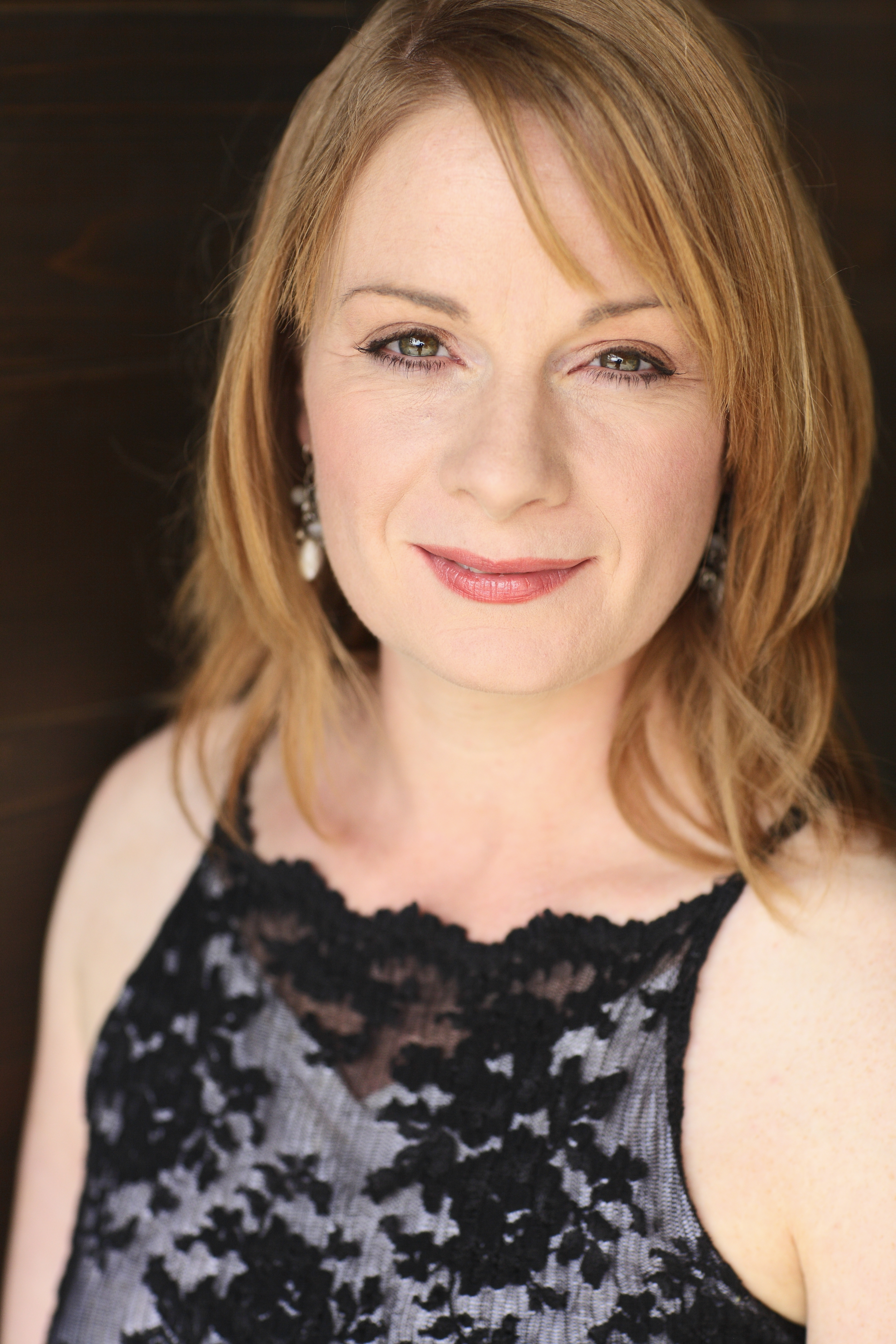
Alexandra Surer

Alexandra Surer, auch Alex Surer (* 1. Dezember 1969  in San Rafael, Kalifornien) ist eine Schweizer Schauspielerin und Autorin.

## Leben
Sie wuchs in  Vancouver (Kanada) und Zürich auf und trat zum ersten Mal mit zehn Jahren auf die Bühne im Rahmen des Kinder- und Jugendtheaters Rosemarie Metzenthin. Nachdem sie 1989 in Zürich die Matura absolviert hatte, besuchte sie zwischen 1989 und 1992 die Hochschule für Musik und Theater Zürich, wo sie die 1992 das Schauspiel-Diplom erwarb.
Im Schweizer Spielfilm Tschäss drehte sie unter der Regie von Daniel Helfer. Ihr erstes Engagement erfolgte 1992 im Kleintheater „Die Färbe“ in Singen, wo sie unter der Regie von Gilles Tschudi als „Das Mädchen“ in Roberto Zucco debütierte, gefolgt von zwei Jahren am Alten Schauspielhaus Stuttgart, wo sie neben Antje Hagen im Biberpelz auftrat, sowie als Hans Kortes Tochter in „Der Vater“ von Strindberg.
1995 verließ sie Deutschland zum ersten Mal nach New York, wo sie unter Uta Hagen am H.B. Studio studierte. Zurück in Deutschland trat sie im Theater am Turm in Frankfurt in 'Baader Remix' als Gudrun Ensslin auf. Nach ihrem Umzug nach Berlin wurde sie zwei Jahre lang ans Thalia Theater Halle engagiert, wo sie ihre Leidenschaft für das Kinder- und Jugendtheater entdeckte.
1998 trat sie eine Spielzeit lang im Teamtheater München sowie am Metropol Theater unter der Regie von Jochen Schölch als Salome und Desdemona auf. Zusammen entwickelten sie die Uraufführung Shake The Speare, eine Reise durch die Welten Shakespeares. Als Callgirl Lara ist sie in den Folgen 969–993 im Marienhof zu sehen.
2002 bis 2009 war Alexandra festes Mitglied der Shakespeare Company Berlin. 2003 gründete sie die Shakespeare Kids Berlin.
2005 schrieb sie das Stück Der Winternachtstraum, das unter der Regie von Christian Leonard im Shake Zelt am Ostbahnhof uraufgeführt wurde. 2010 gab sie ihre deutsche Abschlussvorstellung als Katharina in Die Zähmung der Widerspenstigen unter der Regie von Tom Ryser am Shakespeare Festival in Neuss.
Seit 2009 lebt und arbeitet Surer in Hollywood. Ihre Schwester lebt in Zürich als Redakteurin der Zürichsee-Zeitung und Gründerin des Figurentheaters Gustavs Schwestern.

## Filmographie (Auswahl)
- 1993: Railorama
- 1994: Stop Aids Spot (Schweiz)
- 1994: Tschäss
- 1998: Marienhof (Lara, Folgen 969–993)
- 2004: Lautlos
- 2006: Tailor Made Dreams – Maßgeschneiderte Träume (Fernsehfilm)
- 2010: Morbid Minutes
- 2023: Gute Zeiten, schlechte Zeiten (Fernsehserie)